# Pryslip (Boržava)
Pryslip (ukrajinsky Присліп, Pryslip) je horské sedlo na pomezí bývalých okresů Iršava a Mižhirja v Zakarpatské oblasti Ukrajiny v horském pásmu polonina Boržava.
Sedlo spojuje údolí řek Kušnice (přítok Boržavy) na západě a Rypenky (přítok Riky) na východě. Sedlo leží v nadmořské výšce 937 metrů.
Ze sedla vedou turistické trasy v několika směrech a prochází jím vyhlášená turistická trasa Vrcholy poloniny Boržava (ukrajinsky Вершинами Полонини Боржави).